# Acht Stücke für Flöte allein
Acht Stücke für Flöte allein er et soloværk uden opusnummer for tværfløjte skrevet af Paul Hindemith i 1927. Værket er en del af det internationale fløjterepertoire og enkelte stykker bruges også i forbindelse med diverse eksaminer, herunder 1. og 2. stykke til ABRSMs niveau 5.
Værket er fra samme år, som Hindemith blev ansat som underviser i komposition ved Berlin Hochschule für Musik. Det er tilegnet den danske amatørfløjtenist Paul Hagemann.

## Opbygning
Værket er inddelt i følgende otte stykker:
I Gemächlich, leicht bewegt
II Scherzando
III Sehr langsam, frei im Zeitmaβ
IV Gemächlich
V Sehr lebhaft
VI Lied, leicht bewegt
VII Rezitativ
VIII Finale
Hindemiths stykker for fløjte er et af hans tidligste for instrumentet. På trods af stykkernes meget modernistiske præg er de melodiøse. Tonaliteten er meget løs med mange kromatiske bevægelser og hvert enkelt stykke har sine særlige karakteristika, mens sammenhængende dog fastholdes på tværs af stykkerne af genkendelige motiver. Nummer 2, 3 og 7 er ret improvisatoriske med ubundne taktarter.
Stykkerne udnytter næsten hele fløjtens ambitus og rækker fra c1 til bb3. De er alle meget korte og benytter sig af repetition og variation.